# Утел
«Ут́ел» (також відомий як Utel, Ютел) — філія ПАТ «Укртелеком», в особі якої з 2007 по 2011 рр. останній надавав послуги 3G-зв'язку під брендами «Utel» та «Ого!Мобільний». З 1 січня 2012 року послуги мобільного зв'язку надає компанія «ТриМоб», яка належить «Укртелекому».
Філія «Утел» була ліквідована 10 липня 2014 р. з метою оптимізації бізнесу та виключення дублюючих функцій з Апаратом управління ПАТ «Укртелеком».

## Історія

### 1992: заснування
Компанія «Утел» була заснована 1992 року. 14 січня підписано договір про створення, а 22 червня були підписані документи про реєстрацію спільного підприємства «Утел». Реєстрація СП відбудася 29 червня в Київській міській державній адміністрації. Головною метою «Утел» визначено надання високоякісних послуг міжміського та міжнародного зв’язку.
Засновниками стали, з української сторони, Державний комітет по зв'язку, 13 обласних підприємств електрозв'язку та Київелектрозв'язок (надалі — ОПЕЗ), які вклали 510 тис. крб. (49%), а також зарубіжні партнери, голландська компанія PTT Telecom та американська АТ&T, які разом вклали 490 тис. (51%). Була обумовлена рентабельність підприємства, яка не мала перевищувати 40%.

### 1993—2005
У січні (за іншими даними — серпні) 1994 року СП було перереєстроване як ЗАТ. Тоді ж приєдналася німецька компанія Deutsche Telekom, рішення про що було прийнято ще у квітні 1992 р.
Частки компаній розподілилися наступним чином: ОПЕЗ, Україна (51%), AT&T, США (19.5%), Deutsche Telekom AG, Німеччина (19.5%) и PTT Telecom, Нідерланди (10%). В 1995 р. прийнято рішення про перереєстрацію 51% уставного капіталу «Утел», що належав українській стороні, в акції «Укртелекому». На початку 1999 р. PTT Telecom перейменовано на KPN Telecom.
16 червня 2000 року KPN Telecom B.V. домовилась з АБ «Брокбізнесбанк» про продаж останній власних акцій у компанії «Утел». Сума угоди склала 15,385 млн дол. США. Угодою також передбачено перепродаж «Укртелекому» 10% акцій «Утел», що належать «Брокбізнесбанку», до кінця 2002 року. Відповідні зміни в уставні документи «Утел» затверждені 20 червня 2000 р. на позачерговому засіданні акціонерів «Утел». Також на засіданні досягнуто домовленості щодо продажу «Укртелекомому» протягом наступного року акцій решти іноземних акціонерів «Утел».
29 березня 2001 року «Утел» повідомив про завершення викупу ВАТ «Укртелеком» акцій компанії, що належали компаніям AT&T CIS Ltd. та Deutsche Telekom AG. 18 квітня 2001 р. ВАТ «Укртелеком» оприлюднив суму угоди, що склала 55,7 млн дол. США.
21 червня 2002 року після викупу останніх 10% акцій, що належали «Брокбізнесбанку», ВАТ «Укртелеком» став стовідсотковим власником ЗАТ «Утел».
У жовтні 2004 року «Утел» стає дочірнім підприємством «Укртелекому».

### Діяльність (1992—2005)
Компанія «Утел» надавала доступ до цифрових магістралей зв'язку між містами України та іншими країнами, цифрові лінії для бізнес-абонентів, послуги ISDN, швидкісна передача даних, інтернет, відеоконференції тощо.

#### Телефонія

##### Місцевий та міжміський зв'язок
1996 року завершено перший етап модернізації телекомунікаційної мережі, завдяки чому сучасними міжміськими телефонними станціями обладнано всі обласні центри України.
1997 р. із запуском нових місцевих станції у Маріуполі, Донецьку та Львові розпочато вдосконалення та розвиток місцевих мереж електрозв'язку. Станом на 1997 р., у розвиток місцевих мереж інвестовано понад $20 млн, введено в дію понад 50 тис. телефонних ліній.
Протягом 1999 року на місцевих телефонних мережах продовжено розбудову та здачу в експлуатацію АТС, забезпеченно автоматичний вихід на міжміську телефонну мережу в п'яти областях України, дообладнанно АТС ємністю близько 51 000 абонентських ліній апаратурою визначення номера. Загальна сума інвестицій в розвиток місцевих мереж становила 48 млн гривень.
2001 року «Утел» отримав ліцензію Держкомзв'язку та інформатизації України щодо надання послуг місцевого зв'язку з правом створення власної мережі. Телефонну мережу дообладнано апаратурою автоматичного визначення номера.

##### Міжнародний зв'язок
У листопаді 1992 побудовано і введено в дію першу власну станцію міжнародного зв'язку в Києві.
1995 року Україна, за сприяння «Утел», отримує прямий міжнародний код 380.
Станом на 1997 р., на ринку послуг міжнародного зв'язку «Утел» — монополіст: 100% міжнародних телефонних розмов в Україні здійснювалися винятково через станції «Утел». На початок липня 1997 року «Утел» мав прямий міжнародний зв'язок з 37 операторами у 32 країнах світу. 8 квітня 1998 р. у Львові відкрилась друга (після Київської), цифрова міжнародна телефонна станція (МЦК). У 1999 р. забезпечено автоматичний вихід на міжнародну телефонну мережу в п'яти областях України.
Автоматичний зв'язок
Автоматичне з'єднання при здійсненні дзвінку за кордон відбувалося за допомогою набору номера телефону у певній послідовності. Наприклад, для дзвінка за кордон: безперервний сигнал-8-безперервний сигнал-10-код міста (якщо присутній)-код країни-код міста-номер абонента.
Зв'язок через оператора
За телефонами 8-191, 8-192, 8-193, 8-194, 8-195 надавалася можливість замовлення через операторів «Утел» міжнародної чи міжміської розмови або довідки про код країни чи міста.
Country Direct
Послуга міжнародного зв'язку Country Direct надавала абоненту можливість зробити дзвінок, що не потребує оплати в Україні. Вона була доступна всім абонентам «Утел».

##### Мережа таксофонів
«Утел» працював з карткофонами (картковими таксофонами) на українському ринку телекомунікацій з 1993 року. 5 травня 1998 р. «Утел» офіційно презентував модернізовану мережу таксофонів, які оснащені системою чипових телефонних карток. Мережа була доступна всім абонентам «Утел»

##### Послуга «800»
Інформаційна Послуга «800» (раніше — Служба 800) була запроваджена у 1999 році. Компанії, що замовила Послугу «800», виділявся єдиний загальнонаціональний номер телефону формату 8-800-50ХХХХ0. Послугу сплачувала компанія-замовник, а для абонентів України, які телефонують на номер послуги, дзвінок був безкоштовним. Забезпечена підтримка перенаправлення виклику на декілька телефонних ліній.

##### Послуга «900»
Послуга «900» є послугою зв'язку, що дозволяє операторам надавати платні інтерактивні та неінтерактивні комунікативно-інформаційні послуги (телефонні чати, конференц-зв'язок тощо, див. аудіотекс) на території України за номером, що має вигляд 8-900-XX-X-XXX-0. Надавалася компанією з 2001 р.. «Утел» організоввав доступ абонентів телефонній мережі загального користування до обладнання операторів Послуги «900», а також стягував оплату від абонентів.

#### ISDN
ISDN (Integrated Services Digital Network, цифрова мережа з інтеграцією послуг) — це технологія, призначена для бізнесу та є частиною Бізнес-мережі Утел. ISDN надає можливість одночасно передавати мову, дані та відеозображення за одне з'єднання і зменшує час передачі даних на 75% порівняно з використанням звичайного електрозв'язку. Надання послуги розпочато у грудні 1996 року. 
Станом на 1997 р., введені такі закордонні напрямки ISDN, як Німеччина, Бельгія, Угорщина, Польща, Італія, Австрія, Білорусь. 2001 р. завершено роботи з устаткування комутаційних станцій «Утел» обладнанням СКС-7 та ISDN, що надало змогу абонентам використовувати послуги цифрового зв'язку.

#### Доступ до Інтернет
Доступ до мережі Інтернет надавався бізнес-клієнтам компанії з 1999 року та входить до Бізнес-мережі Утел.
Серед можливостей, що надавалися клієнтам:
- послуга dial-up доступу до вузла Інтернет «Утел» для клієнтів Бізнес-мережі Утел (ISDN-зв'язок, 64 Кбіт/с для одного BRI-каналу та 128 Кбіт/сек для двох BRI-каналів) та клієнтів Послуги зв'язку найвищої якості (аналогове з'єднання, протокол V.90, 56 Кбіт/с);
- електронна пошта (‬підтримка/створення електронної поштової скриньки абонента, ‬підтримка SMTP-серверу електронної пошти абонента);
- вебхостинг, firewall, ‬надання або підтримка існуючого доменного імені (DNS), надання статичної IP-адреси; для абонентів ISDN — надання у тимчасове користування ISDN-картки;
- симетричний 2 Мбіт-канал до Північної Америки та 2 Мбіт-канал до місцевих провайдерів Інтернет.

Безпарольний доступ до мережі Інтернет
Послуга Безпарольний доступ до мережі Інтернет надавала відповідну можливість абонентам місцевої мережі або користувачам бізнес-лінії «Утел». Надання послуги припиненно 1 березня 2006 р. у зв’язку з її ліквідацією.
Послуга Unet
Послуга «UNET» надавала всім абонетем компанії можливість погодинного доступу до мережі Інтернет з будь-якої телефонної лінії України завдяки використанню коду доступу 8-800 без додаткової сплати за місцеві та міжміські телефонні дзвінки. Користувачам надавалися безкоштовна додаткова послуга з реєстрації електронної адреси та надання поштової скриньки об'ємом до 5 Мбайт. При цьому передбачалося автоматичне знищення електронної скриньки у разі неактивності в користуванні послуги Unet протягом 90 діб.

##### Виділені канали зв'язку (xDSL)
Серед послуг — некомутований зв'язок за технологіями xDSL (ADSL-лінія, прийом трафіка до 8 Мбіт/с, передача до 1 Мбіт/с; SHDSL-лінія, прийом трафіка до 2,3 Мбіт/с, передача до 2,3 Мбіт/с). Підтримується об'єднання локальних мереж у єдину віртуальну корпоративну мережу (в т.ч. органіхація захищених корпоративних мереж на базі MPLS-VPN).

##### Дата центр «Утел»
Дата центр «Утел» був доступний всім клієнтам компанії та входив до Бізнес-мережі Утел. Користувачам були доступні базовий та професійний вебхостінг, 
віртуальні сервери, Collocation (в т.ч. з наданням серверів в оренду). Два незалежних з'єднаннями дата центру з пакетною мережею «Утел» ємністю по 1 Гбіт/с забезпечували доступ до вебсайтів клієнтів. Клієнти отримували доступ до глобальної мережі Інтернет сумарною ємністю понад 80 Мбіт/с, а також до мережі UA-IX ємністю 100 Мбіт/с.
Користувачам дата центру також були доступні інші телекомунікаційні послуги компанії, включно з послугами Контакт центр, Послуга «900», Послуга «900».
Дата центр був створений у 2003 р. та вперше представлений наступного року протягом Тижня цифрових технологій (спільна експозиція expoTEL 2004, EnterEX 2004 та «Рішення для управління підприємством 2004»). Наприкінці 2007 р. ЦОД було перейменовано на Дата Центр «Укртелеком», хоча назва Дата-центр «Утел» щодо нього вживалася до появи в «Укртелекому» нового власного центру, який розпочав роботу 10 березня 2009 року.

#### Послуга найвищої якості
Послуга бізнес-зв'язку найвищої якості (раніше — Зв'язок найвищої якості) — це телефонний зв'язок із гарантовано високою якісю передачі мовлення та даних.

#### Контакт Центр
У квітні 2002 року розпочала роботу перша «Гаряча лінія», яка стала основою Контакт Центру філії Утел (раніше — Utel Call/Contact Center). Послуга полягає в обслуговуванні телефонних дзвінків та електронних повідомлень від клієнтів замовника (бізнес-абоненти компанії), а також власних корпоративних проектів: «Служби підтримки споживачів ВАТ «Укртелеком», замовлення, підключення і користування послугою «ОГО!» – Інтернет від ВАТ «Укртелеком», інформаційній лінії для користувачів передплачених телефонних послуг.

### 2005—2012

#### Реорганізація
20 квітня 2005 року ДП «Утел» було реорганізовано у філію «Утел» ВАТ «Укртелеком». Починаючи із 1 серпня 2005 року, у зв'язку з реорганізацією, послуги міжміського та міжнародного телефонного зв'язку надаються ВАТ «Укртелеком».

#### Мобільний зв'язок
У 2006 році філія «Утел» розпочала реалізацію проєкту, який включає побудову, розвиток та експлуатацію мережі мобільного зв'язку третього покоління стандарту UMTS.
Мережа мобільного зв'язку 3G почала роботу у червні 2007 року, а 1 листопада розпочато комерційний продаж послуг під ТМ «Utel». Послуги надаються за ліцензією, яку ВАТ «Укртелеком» отримав у грудні 2005 року. На першому етапі мережа працювала в 6 містах України (Київ, Дніпропетровськ, Донецьк, Львів, Одеса, Харків). Станом на 2011 рік, покриття розширено на територію 25 обласних центрів. Девіз Utel: «Новий мобільний стандарт».
23 березня 2010 року «Укртелеком» почав надання послуги 3G-зв'язку під брендом «Ого!Мобільний», відмовившись від назви Utel (символіка Ого!Мобільний певний час співіснуватиме з символікою Utel)а. Девіз «Ого!Мобільний»: «Вибір розумних»

##### Відокремлення діяльності
14 червня 2011 року Загальними зборами акціонерів «Укртелекому» ухвалено рішення про відокремлення діяльності з надання послуг рухомого (мобільного) зв'язку в окрему юридичну особу та з метою подальшого продажу активів мобільного зв'язку ПАТ «Укртелеком». Така юридична особа, ТОВ «ТриМоб», створена за рішенням від 30 серпня 2011 р. та зареєстрована 5 вересня 2011 року. Єдиним засновником та учасником ТОВ «ТриМоб» є Публічне акціонерне товариство «Укртелеком». Директором нової компанії призначено Гурського Станіслава Андрійовича,. 17 листопада 2011 року НКРЗ видала компанії «ТриМоб» ліцензію на надання послуг рухомого (мобільного) телефонного зв'язку з правом техобслуговування на термін до 2020 року, а також переоформила на неї ліцензії ПАТ «Укртелеком» на використання радіочастот для цифрового стільникового зв'язку стандарту IMT-2000 CDMA (UMTS/W-CDMA) (на використання спільно з ПАТ «Укртелеком»), а також ліцензії на радіорелейний зв'язок. З 23 грудня компанії «ТриМоб» належать ідентифікаціний код мережі (91) та код MNC (07). З 1 січня 2012 року «ТриМоб» розпочав надавання послуг мобільного зв'язку. У той же час, подробиць подальшої долі філії «Утел» станом на 3 грудня 2011 року не надано.

## Бренд
Бренд «Утел» (Utel) присутній на ринку протягом більш ніж 15 років і відомий завдяки широкому спектру послуг від компанії «Утел». Протягом 2005—2007 рр. ці послуги перейшли під управління компанії «Укртелеком», при цьому частина з них, орієнтована на бізнес та корпоративних клієнтів, до 2014 року надавалася під торговою маркою «Утел» в рамках Utel Business Network. З 2007 по 2010 рр. під брендом Utel надавалися послуги мобільного зв'язку покоління 3G.
Після відмови від використання бренду Utel для послуг мобільного зв'язку, планувалося його використання для надання інших послуг.

## Нагороди та відзнаки
- За вагомий особистий внесок у розвиток національної мережі зв'язку, впровадження новітніх технологій, з нагоди десятиріччя компанії «Утел», відзначені працівники компанії (3 липня 2002 р.)[73].
- Звання «Золота торгова марка» (Міжнародний конкурс «Золоті торгові марки-2003», 20 листопада 2003 р.). Компанія стала володарем Міжнародної Премії «Бізнес-Олімп», Почесної Відзнаки «Суспільне визнання»[74].
- Mobile Monday Birthday Awards в номінації «Найкраща новинка на українському ринку» за проєкт «Відеодзвінки в мобільній мережі Utel» (Mobile Monday, 19 листопада 2007 р.)[75].